# Split (amerykański film 2016)

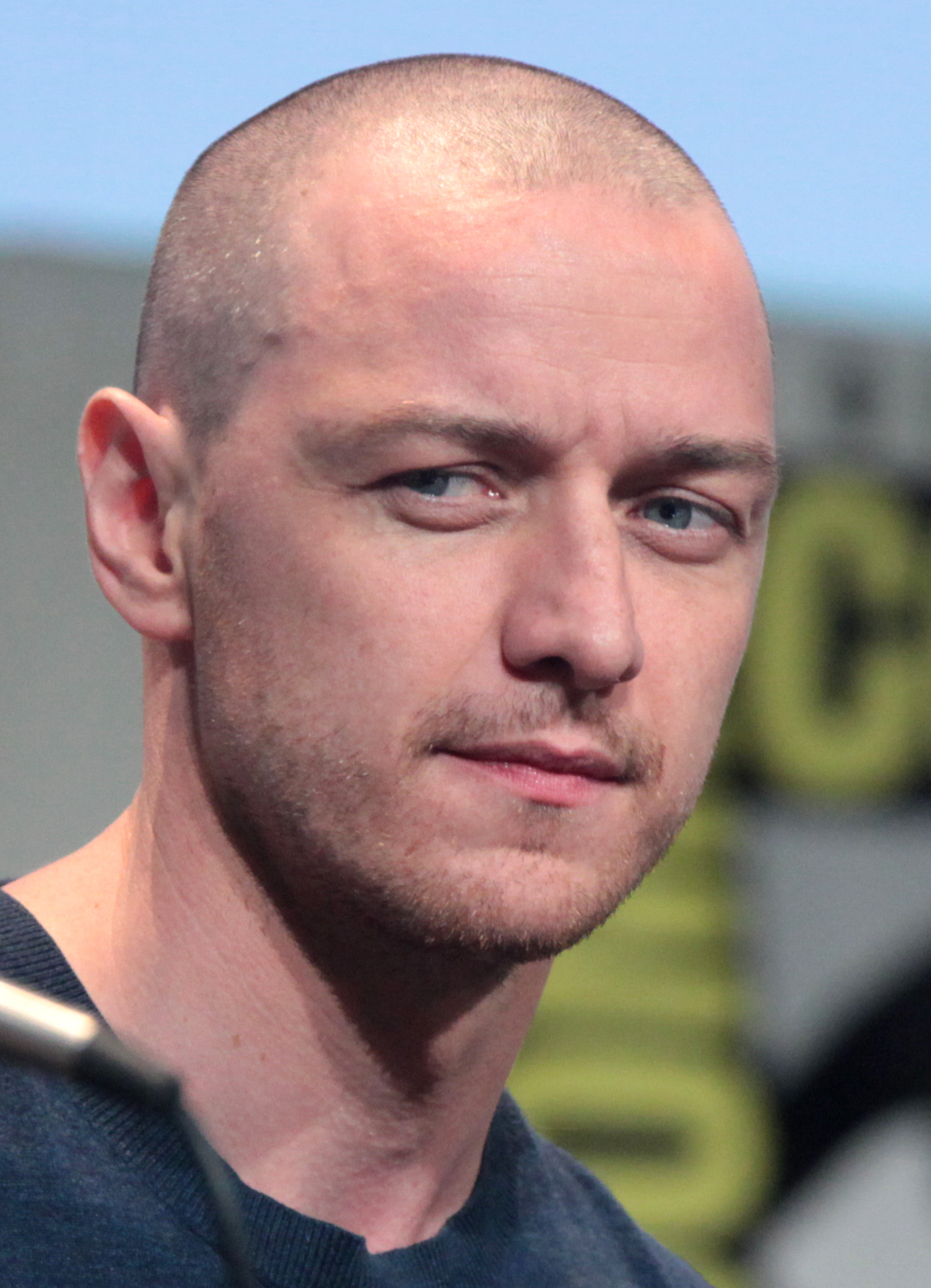
James McAvoy (2015)

Split (inny tyt. Podzielony) – amerykański thriller psychologiczny, którego reżyserem i scenarzystą jest M. Night Shyamalan. W filmie wystąpili m.in. James McAvoy, Anya Taylor-Joy i Betty Buckley. W Polsce wyświetlany także pod tytułem Podzielony.
Zdjęcia do filmu rozpoczęły się 11 stycznia 2015 roku w Filadelfii, w stanie Pensylwania. Premiera filmu miała miejsce 26 września 2016 na festiwalu Paley Fest. Film pojawiał się w kinach, w kolejnych krajach, od stycznia 2017.

## Fabuła
Trzy dziewczyny, Casey, Claire i Marcia, zostają porwane przez człowieka o 23 osobowościach (McAvoy). Muszą uciec nim ujawni się dwudziesta czwarta osobowość, zwana „Bestią”.

## Obsada
- James McAvoy – Kevin Wendell Crumb
- Anya Taylor-Joy – Casey Cooke
- Betty Buckley – doktor Karen Fletcher
- Jessica Sula – Marcia
- Haley Lu Richardson – Claire Benoit
- Kim Director – Hannah
- Brad William Henke – wujek John
- Sebastian Arcelus – ojciec Casey
- Neal Huff – ojciec Claire[2]

## Produkcja
26 sierpnia 2015 roku ogłoszono, że M. Night Shyamalan zostanie reżyserem i autorem scenariusza, w którym główną rolę zagra Joaquin Phoenix. Ogłoszono też, że Shyamalan podczas produkcji filmu będzie współpracował z Jasonem Blumem oraz Markiem Bienstockiem. 2 października 2015 ogłoszono, że James McAvoy zagra główną rolę, zastępując Phoenixa. 12 października 2015, Anya Taylor-Joy, Betty Buckley, Jessica Sula i Haley Lu Richardson dołączyli do obsady.
27 października 2015 roku Universal Pictures rozpoczęło realizacje filmu, który nazwano Split. Zdjęcia do filmu rozpoczęły się 11 stycznia 2016 w Filadelfii, w stanie Pensylwania. Zdjęcia zakończono w czerwcu 2016.

## Premiera
Początkowo film miał być wydany 27 stycznia 2017 roku, jednakże wytwórnia filmowa Universal zdecydowała, że pojawi się w kinach w USA już 20 stycznia 2017 roku, od tego samego dnia był wyświetlany również m.in. w Polsce i Wielkiej Brytanii.

## Odbiór

### Box office
Budżet filmu wyniósł 9 milionów dolarów. Film odniósł sukces komercyjny, przynosząc łączny przychód wynoszący ponad 278 milionów dolarów.

### Krytyka w mediach
W serwisie Rotten Tomatoes 78% z 312 recenzji jest pozytywne, a średnia ocen wyniosła 6,50/10. Na portalu Metacritic średnia ocen z 48 recenzji wynosi 62 punkty na 100.
Serwis His Name Is Death sklasyfikował Split jako jeden z najlepszych horrorów 2017 roku.

## Kontynuacja
Shyamalan wyreżyserował również film Glass (2019), stanowiący kontynuację jego obrazów Split i Niezniszczalny.